# Тиль (Об)
Тиль (фр. Thil) — коммуна во Франции, находится в регионе Шампань — Арденны. Департамент — Об. Входит в состав кантона Сулен-Дюи. Округ коммуны — Бар-сюр-Об.
Код INSEE коммуны — 10377.
Коммуна расположена приблизительно в 190 км к востоку от Парижа, в 75 км юго-восточнее Шалон-ан-Шампани, в 55 км к востоку от Труа.

## Население
Население коммуны на 2008 год составляло 158 человек.
| 1962 | 1968 | 1975 | 1982 | 1990 | 1999 | 2008 |
| ---- | ---- | ---- | ---- | ---- | ---- | ---- |
| 185  | 195  | 161  | 157  | 120  | 138  | 158  |

## Экономика

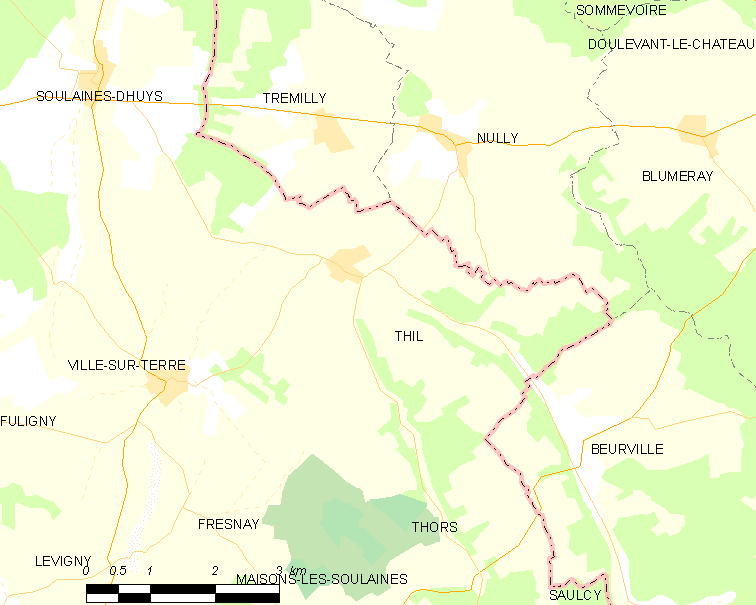
Карта коммуны

В 2007 году из 91 человека в трудоспособном возрасте (15—64 лет) 71 были экономически активными, 20 — неактивными (показатель активности — 78,0 %, в 1999 году было 71,1 %). Из 71 активных работали 66 человек (34 мужчины и 32 женщины), безработных было 5 (3 мужчины и 2 женщины). Среди 20 неактивных 7 человек были учениками или студентами, 7 — пенсионерами, 6 были неактивными по другим причинам.